# Belgradzki Fantom
Belgradzki Fantom (tytuł oryginalny Beogradski fantom / Београдски фантом) – serbski dokumentalizowany film akcji w reżyserii Jovana B. Todorovicia z 2009 roku. Rekonstrukcja wydarzeń rozgrywających się w Belgradzie 30 lat wcześniej.

## Obsada
- Milutin Milošević jako Vlada Vasiljević – „Fantom”
- Marko Živić jako Fanđo
- Radoslav Milenković jako Maksić
- Boris Komnenić jako główny inspektor
- Andrej Šepetkovski jako Boža
- Miloš Samolov jako Cvele
- Nada Macanković jako Đina
- Predrag Damnjanović jako Marko Janković, prezenter radiowy
- Cvijeta Mesić jako matka „Fantoma”
- Bojan Lazarov jako Ilija Bogdanović
- Goran Radaković jako Komarac
- Miloš Vlalukin jako kieszonkowiec